# Weltmeisterschaften im Modernen Fünfkampf 1953
1953 fanden die Weltmeisterschaften im Modernen Fünfkampf in Santo Domingo, Chile, statt und damit erstmals auf amerikanischen Boden. Lars Hall gewann seinen sechsten Weltmeistertitel und erstmals traten die Ungarn auf die Bühne des Modernen Fünfkampfs.

## Herren

### Einzel
| Platz | Land               | Sportler      |
| ----- | ------------------ | ------------- |
| 1     | Ungarn             | Gábor Benedek |
| 2     | Ungarn             | István Szondy |
| 3     | Vereinigte Staaten | William Andre |

### Mannschaft
| Platz | Land        | Sportler                                                            |
| ----- | ----------- | ------------------------------------------------------------------- |
| 1     | Schweden    | Lars Hall Per-Ove Nilsson Torsten Lindqvist                         |
| 2     | Argentinien | Jorge Hugo Arguindegui Luis Fernando Riera Carlos Alberto Velázquez |
| 3     | Chile       | Luis Carmona Barrales Gerardo Cortés Nilo Floody Buxton             |

## Medaillenspiegel
| Platz | Land               | Goldmedaille | Silbermedaille | Bronzemedaille |
| 1     | Ungarn             | 1            | 1              | –              |
| 2     | Schweden           | 1            | –              | –              |
| 3     | Argentinien        | –            | 1              | –              |
| 4     | Vereinigte Staaten | –            | –              | 1              |
| 4     | Chile              | –            | –              | 1              |